# Bernhard Steckmest

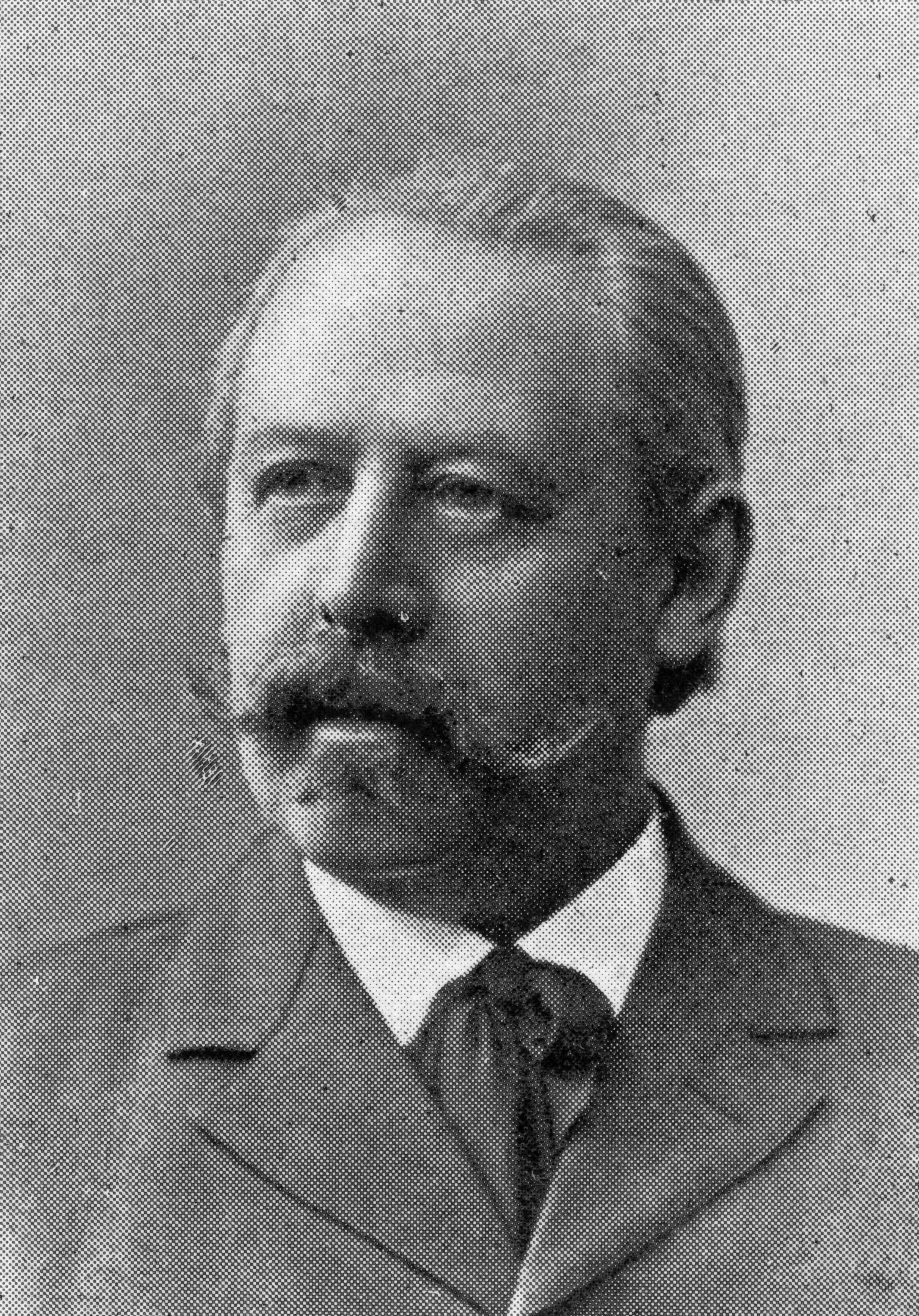
Bernhard Christoph Steckmest

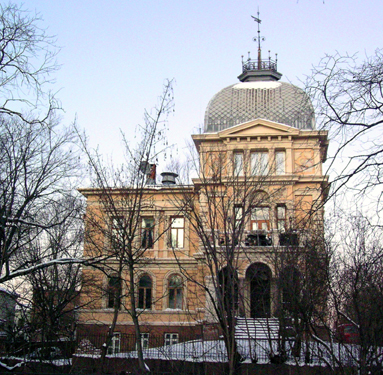
Uranienborgslottet (Uranienborgschloss)

Bernhard Christoph Steckmest (* 15. Februar 1846 in Hamburg; † 20. September 1926 in Oslo) war ein in Deutschland geborener norwegischer Architekt. Er gilt als Vertreter der Neugotik sowie des Historismus, die besonders von  der so genannten „Hannoverskolen“ geprägt wurden. Er war einer der wichtigsten Architekten der Bautätigkeit im späten 19. Jahrhundert. Er hat mehrere berühmte Gebäude entworfen, vor allem in Oslo.
Nach seiner Ausbildung an der Hochschule in Hannover 1866 begann er als Assistent der Architekten Henrik Thrap-Meyer, Christian Christie und Paul Due. In den Jahren 1870 bis 1890 betrieb er gemeinsam unter dem Namen Due & Steckmest ein Architekturbüro mit Due. In dieser sehr produktiven Zeit war es Steckmests Aufgabe, die Zeichnungen zu erstellen, während Paul Due die administrative Verantwortung hatte und die Bauausführung überwachte. Ab 1890 hatte er ein eigenes Büro in Christiania.
Von 1904 bis 1912 war Steckmest Mitglied der Baukommission von Christiania. In diesen Jahren schuf er wenig eigene Entwürfe.

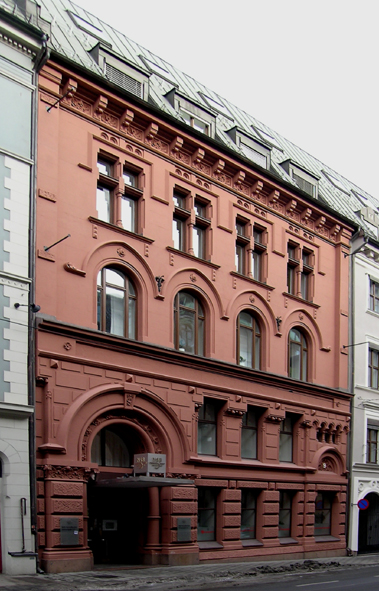
Prinsens gate 9 i Oslo

## Auswahl von Arbeiten von Due & Steckmest

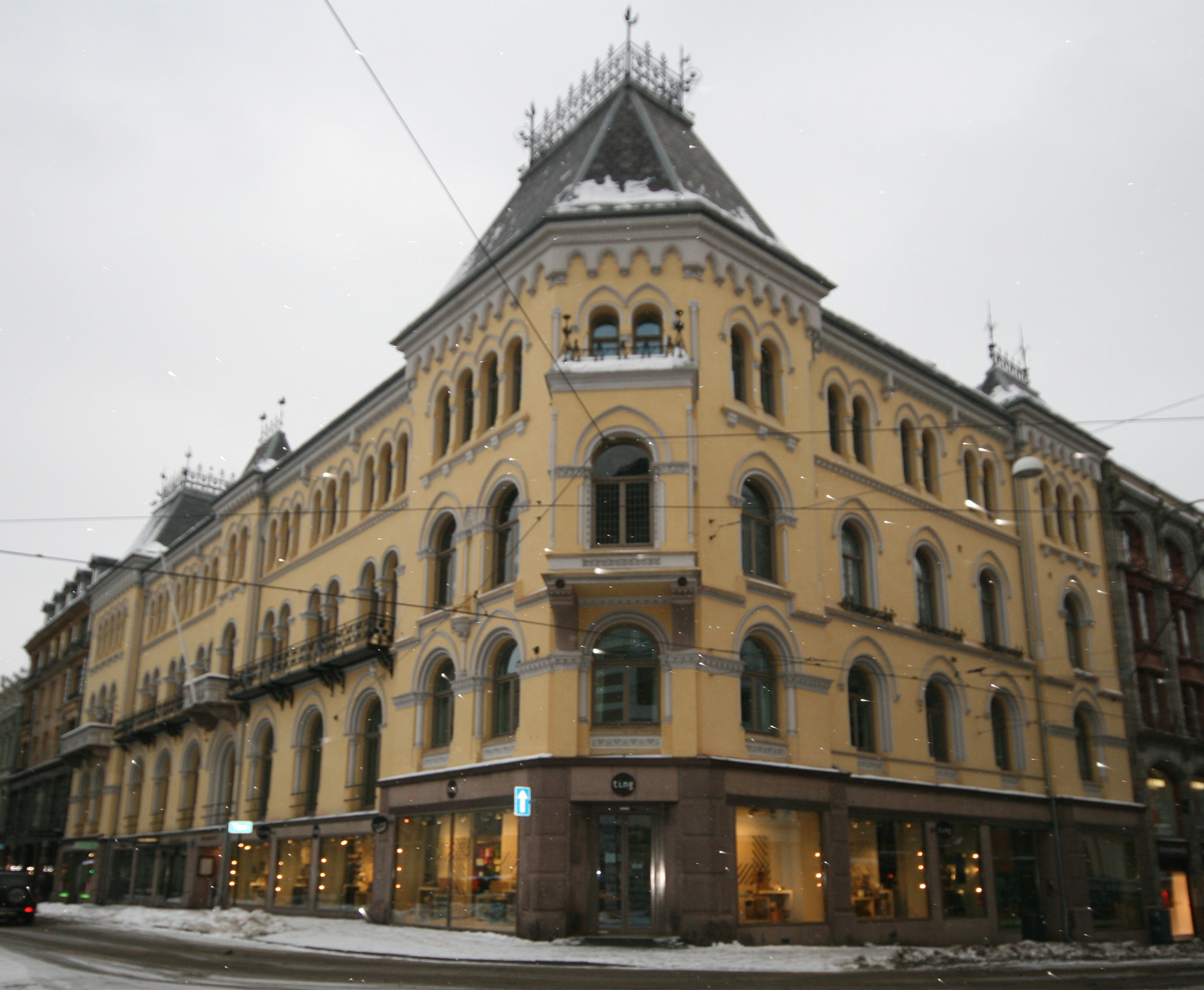
Athenæum in Oslo

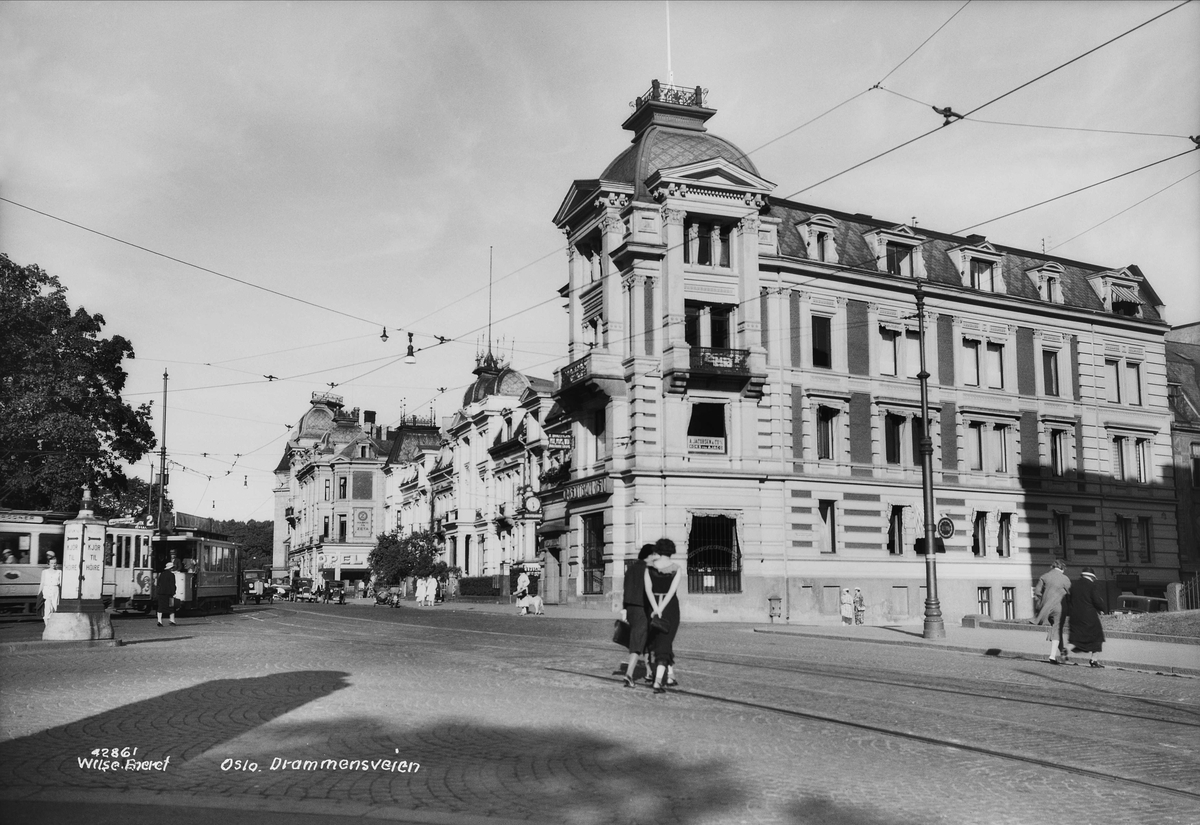
Det engelske kvarter, Oslo (1935)

- 1872–1873 und 1884–1885 – Athenæum in der Akersgata 18 in Oslo
- 1872 – Parkveien 43 in Oslo
- 1873 – Warenhaus Steen & Strøm in der Kongens gate 23 in Oslo, 1929 abgebrannt und 1930 von Architekt Ole Sverre neu errichtet 1930
- 1873–1875 – Villa Lykkeberg im Lykkebergparken in Fredrikstad
- 1873 – Mietshäuser in der Inkognitogate 16 in Oslo
- 1875 – Onsumslottet (Onsumschloss) in der St. Halvards gate 33 in Oslo, 1905 abgebrochen
- 1875 – Dues eigene Villa in der Inkognitogate 14 in Oslo
- 1877 – Parkveien 41a in Oslo
- 1880–1881 – Wohnanlage am Sehesteds plass in Oslo
- 1881 – Uranienborg terrasse 11 in Oslo
- 1883 – St. Edmunds-Kirche in der Møllergate 30 in Oslo
- 1885 – Uranienborgslottet (Uranienborgschloss), Uranienborg terrasse 2 und die damit zusammenhängenden Gebäude Nr. 4 und 6
- 1885–1889 – Wohnanlage Det engelske kvarter (englisches Quartier) am Solli plass in Oslo, 1965 abgebrochen
- 1887 – Ringnesslottet, Colletts gate 43 in Oslo
- 1889 – Uranienborg terrasse 9 in Oslo
- 1891 – Festiviteten i Skien (Kulturhaus) in Skien
- 1896 – Bahnhof Hamar

## Eigene Werke ab 1890
- 1890 – Umfangreiche Mietshäusersiedlung, Bygdøy allé 1-3-5-7-9 in Oslo
- 1891–1893 – Kirche auf Ormøya
- 1893 – Villa Drammensveien 87 in Oslo
- 1895 – Huitfeldts gate 13 in Oslo
- 1895–1897 – Geschäftshäuser in der Karl Johans gate in Oslo: Stortorvet 5, Karl Johans gate 21, 23 und Groschgården Nr. 45
- 1898 – Bankgebäude Prinsens gate 9 in Oslo
- 1902 – Wohnhaus in der Fritzners gate 12 und Villa im Haakon den Godes vei 21 in Oslo
- 1903 – Kongens gate 20 in Oslo